# Антеида
Анфеи́да (Антеида) — персонаж древнегреческой мифологии. 
Дочь Гиацинта, принесенная в жертву афинянами во время осады Афин Миносом.
Вместе с сестрами Эглеидой, Литеей и Орфеей она была привезена отцом в Афины из Лакедемона и принесена в жертву Персефоне на могиле киклопа Гереста, когда в Афинах начался мор. Жертва не возымела действия, и оракул повелел афинянам понести кару, которую возложил на них Минос.